# Torcy (Seine-et-Marne)
Torcy település Franciaországban, Seine-et-Marne megyében. Lakosainak száma 22 939 fő (2022. január 1.). Torcy Vaires-sur-Marne, Bussy-Saint-Martin, Collégien, Croissy-Beaubourg, Lognes, Noisiel, Pomponne és Saint-Thibault-des-Vignes községekkel határos.

## Népesség
A település népessége az elmúlt években az alábbi módon változott:
| Lakosok száma | 23 669 | 23 558 | 23 352 | 22 568 | 22 361 | 22 030 | 22 500 | 22 444 | 22 939 |
|               | 2013   | 2015   | 2016   | 2017   | 2018   | 2019   | 2020   | 2021   | 2022   |